# Kędziorek mylny

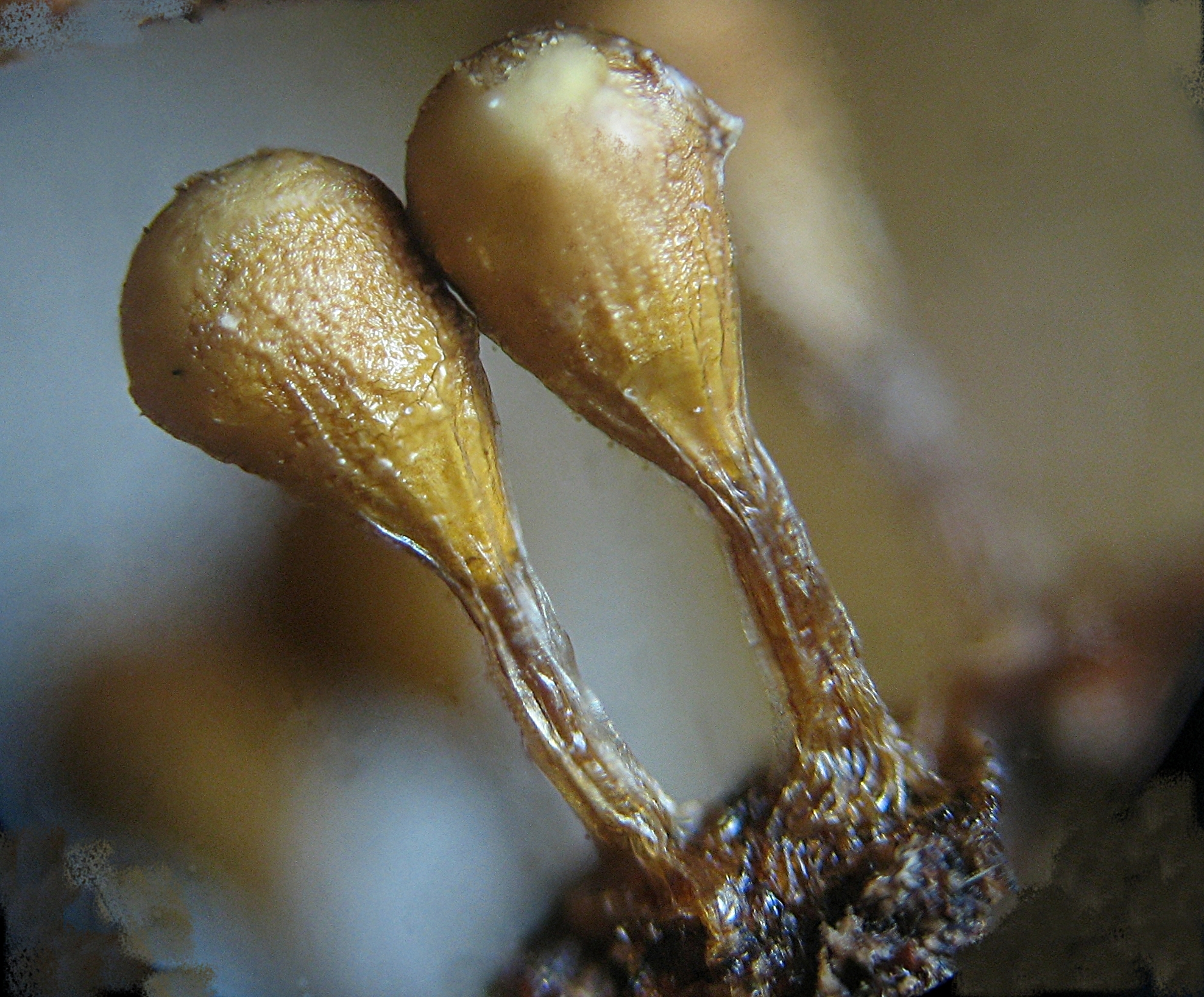
Dojrzałe zarodnie Trichia decipiens

Kędziorek mylny (Trichia decipiens (Pers.) T. Macbr) – gatunek organizmu eukariotycznego z gromady śluzowców.

## Systematyka i nazewnictwo
Pozycja w klasyfikacji według Index Fungorum: Trichia, Trichiidae, Trichiida, Lucisporinia, Myxogastrea, Mycetozoa, Amoebozoa, Protozoa.
Po raz pierwszy opisał go w 1795 r. Christiaan Hendrik Persoon, nadając mu nazwę Arcyria decipiens. Aktualną nazwę nadał mu Thomas Huston Macbride w 1899 r.
Ma 14 synonimów. Niektóre z nich:
- Arcyria decipiens Berk. 1842
- Trichia cerina Ditmar 1814
- Trichia fallax Pers. 1796[3].

Polska nazwa na podstawie checklist.

## Morfologia
Plazmodium (śluźnia) białe, potem różowe, na koniec czerwone. Wytwarza wolne zarodnie o wysokości do 3 mm (wraz z trzoneczkiem) i szerokości 0,6–0,8 mm. Zazwyczaj wyrastają one w licznych grupach, na krótkich, cylindrycznych trzonkach, rzadko tylko są siedzące, beztrzonkowe. Mają mniej więcej kulisty kształt, stożkowato zakończony wierzchołek i błyszczącą powierzchnię. Jej barwa zmienia się w trakcie ich dojrzewania – początkowo jest oliwkowa, potem pomarańczowa, w końcu żółtobrązowa. Leżnia (hypothallus) jest bardzo szeroka i ma lśniący, jasnobrązowy kolor. Ściana jest błoniasta, żółta, często przeźroczysta. Wnętrze zarodni wypełnia włośnia i zarodniki. Włośnia składa się z prostych lub rozgałęzionych i niezrośniętych ze sobą włókienek o ciemnożółtej barwie i grubości 5–6 μm. Są one sprężyste, spiralnie zwinięte i zwrócone końcem w kierunku wierzchołka zarodni. Wypełniająca wnętrze zarodni masa zarodników ma kolor oliwkowożółty. Zarodniki mają rozmiar 10–13 μm i powierzchnię częściowo siateczkowatą, częściowo pokrytą drobnymi i ostrymi kolcami. W dojrzałych zarodniach na szczycie otwiera się szeroki otwór, przez który wysuwa się włośnia i którym wydostają się zarodniki. Pozostała po ich wydostaniu się pusta ściana jeszcze przez długi czas utrzymuje się na podłożu wraz z trzonkiem.

## Występowanie i siedlisko
Gatunek kosmopolityczny. Występuje na wszystkich kontynentach poza Antarktydą. Rozwija się na rozkładającym się drewnie, zarówno drzew liściastych, jak i iglastych. Jesienią zarodnie czasami pokrywają duże powierzchnie pni drzew.